# Tổng chất rắn lơ lửng
Tổng chất rắn lơ lửng (TSS) là trọng lượng khô của đất bị giữ lại bởi lưới lọc. Nó là một chỉ tiêu đánh giá chất lượng nước sử dụng để đo lường chất lượng nước thải sau khi xử lý tại một nhà máy xử lý nước thải. Nó được liệt kê như là một chất ô nhiễm trong bộ luật nước sạch của Mỹ. TSS trước đây được gọi là dư lượng không thể lọc (NFR), nhưng đã được thay đổi thành TSS bởi vì sự không rõ ràng trong các ngành khoa học khác.

## Đo lường
TSS của một mẫu nước hoặc nước thải được xác định bằng cách rót vào một lượng nước được đo cẩn thận (thông thường là một lít; nhưng ít hơn nếu như nồng độ hạt trong nước rất cao, hoặc nhiều nhất là hai hoặc ba lít nếu như nước rất sạch) qua bộ lọc cân trước có kích thước lọc nhất định, sau đó đem sấy bộ lọc để loại bỏ nước rồi đem cân. Bộ lọc cho phép đo TSS thường được cấu tạo từ sợi thủy tinh. Việc tăng trọng lượng là con số trọng lượng khô của hạt hiện diện trong mẫu nước được thể hiện trong đơn vị dẫn xuất hoặc được tính toán từ đơn vị của nước đã được lọc qua (thường là miligam trên lít hoặc mg/l).
Nếu nước chứa một lượng đáng kể các chất hoà tan (ví dụ hiển nhiên là trường hợp khi đo TSS trong nước biển), điều này sẽ khiến cho trọng lượng của bộ lọc tăng khi làm khô. Vì vậy, cần phải rửa bộ lọc và mẫu với nước khử ion sau khi lọc mẫu và trước khi làm khô bộ lọc. Không làm thêm bước này sẽ là một sai lầm khá phổ biến được thực hiện bởi các kỹ thuật viên phòng thí nghiệm có kinh nghiệm làm việc với các mẫu nước biển, và kết quả sẽ hoàn toàn không chính xác bởi vì còn sót lại một lượng muối ở trên bộ lọc trong quá trình sấy có thể sẽ vượt quá giá trị của thành phần hạt lơ lửng.
Mặc dù độ đục được có ý dùng để đo chất lượng nước tương tự như TSS, nhưng sau này TSS hữu dụng hơn vì nó cung cấp một khối lượng thực tế của vật liệu hạt hiện diện trong mẫu. Trong những tình huống quan trắc chất lượng nước, một loạt các phép đo TSS sẽ khó khăn hơn và sẽ được ghép nối với các phép đo độ đục tương đối nhanh chóng và dễ dàng phát triển một mối tương quan cụ thể giữa hai giá trị này. Một khi mối tương quan này được chấp nhận, ta có thể sử dụng nó để thực hiện ước lượng TSS từ các phép đo độ đục thường xuyên hơn, cho phép tiết kiệm nhiều thời gian và công sức. Vì việc tính toán độ đục phần nào phụ thuộc vào kích thước hạt, hình dạng và màu sắc, phương pháp này đòi hỏi phải tính toán một phương trình tương quan đối với từng vị trí cụ thể. Hơn nữa, trường hợp hoặc điều kiện có xu hướng hoà tan các hạt lớn hơn thông qua chuyển động dưới nước (ví dụ sự gia tăng lưu lượng trong dòng chảy hoặc tác động của sóng) có thể tạo ra giá trị TSS cao hơn mà không nhất thiết có giá trị độ đục tương ứng phải tăng theo. Điều này là do các hạt lớn hơn một kích thước nhất định (về cơ bản bất kỳ thứ gì có kích thước lớn hơn phù sa) không được đo bằng máy đo độ đục nhưng đóng góp đáng kể vào giá trị TSS.

## Vấn đề trong định nghĩa
Mặc dù TSS dường như là một biện pháp đơn giản đo trọng lượng hạt thu được bằng cách tách hạt từ một mẫu nước sử dụng bộ lọc, nó được chấp nhận như là một số lượng hạt có kích thước nhất định nhưng trường hợp thực tế xảy ra trong tự nhiên lại là một chuỗi các kích cỡ hạt. Nên loại bỏ các hạt quá lớn để "lơ lửng" trong nước. Tuy nhiên, đây không phải là một kích thước hạt cố định mà phụ thuộc vào tình huống thời điểm lấy mẫu: các hạt lơ lửng lớn hơn di chuyển nhanh hơn nước. Thông thường nó là trường hợp mà các vật liệu lơ lửng được gây ra bởi sự chuyển động của dòng nước.
Những vấn đề này không thể loại bỏ việc sử dụng TSS; tính nhất quán trong phương pháp và kỹ thuật có thể khắc phục sự thiếu sót trong hầu hết các trường hợp. Nhưng sự so sánh giữa các nghiên cứu có thể yêu cầu xem xét cẩn thận các phương pháp sử dụng để thiết lập các nghiên cứu trên thực tế được đo cùng một thứ.
TSS (mg/l) có thể được tính như sau:
(Trọng lượng khô của cặn và bộ lọc (gam) – Trọng lượng khô của bộ lọc (gam))/ml mẫu * 1.000.000

#### Lơ lửng
Trong hóa học, một huyền phù là một hỗn hợp không đồng nhất có chứa các hạt rắn đủ lớn để lắng đọng. Thông thường chúng phải lớn hơn một micromet. Đình chỉ là hỗn hợp không đồng nhất trong đó các hạt hòa tan không hòa tan nhưng bị lơ lửng trong toàn bộ môi trường. Các hạt phân hủy có thể nhìn thấy bằng mắt thường. Đó là khi các hạt được thả nổi xung quanh tự do trong dung môi. Pha nội bộ (rắn) được phân tán trong suốt pha bên ngoài (lỏng) thông qua sự khuấy cơ học, với việc sử dụng một số chất tẩy hoặc các chất tẩy. Không giống như keo lá, các chất huyền phù cuối cùng sẽ lắng xuống. Một ví dụ của một hệ thống treo sẽ được cát trong nước. Các hạt lơ lửng được nhìn thấy dưới kính hiển vi và sẽ lắng xuống theo thời gian nếu không bị xáo trộn. Điều này phân biệt sự đình chỉ từ một keo, trong đó các hạt lơ lửng nhỏ hơn và không lắng đọng . Các keo và các huyền phù khác với các dung dịch, trong đó chất tan (chất tan) không tồn tại dưới dạng chất rắn, và dung môi và chất tan được trộn đều đồng nhất.
Sự ngưng của các giọt chất lỏng hoặc các hạt rắn nhỏ trong một chất khí được gọi là một bình xịt hoặc hạt. Trong khí quyển, chúng chứa các hạt bụi và phân bón bã, muối biển, chất sinh học và sulfat có nguồn gốc sinh học, nitrat và giọt mây.
Sự đình chỉ được phân loại dựa trên giai đoạn phân tán và môi trường phân tán, ở đó chất rắn là chất rắn, trong khi chất rắn có thể là chất rắn, chất lỏng hoặc khí.
Trong các ngành công nghiệp chế biến hóa học hiện đại, công nghệ trộn bê tông cao đã được sử dụng để tạo ra nhiều sự ngưng trệ mới.
Sự đình chỉ không ổn định từ quan điểm nhiệt động học; Tuy nhiên, chúng có thể ổn định về động học trong một khoảng thời gian dài, xác định thời hạn sử dụng của chúng. Khoảng thời gian này cần được đo lường để đảm bảo chất lượng sản phẩm tốt nhất cho người tiêu dùng cuối cùng. "Sự tán sắc phân tán liên quan đến khả năng phân tán để chống lại sự thay đổi tính chất của nó theo thời gian." D.J. McClements 

## Tại sao TSS và độ đục lại quan trọng?

### Hóa học nước
Chất rắn lơ lửng có thể làm tăng nhiệt độ nước khi chúng hấp thụ thêm nhiệt từ mặt trời. Điều này cũng có thể làm cho lượng oxy hòa tan rơi xuống dưới nhiệt đới, tạo ra tình trạng thiếu oxy.
Về chất lượng nước, hàm lượng chất rắn lơ lửng cao sẽ làm tăng nhiệt độ nước và giảm lượng oxy hòa tan (DO) . Nguyên nhân là vì các hạt lơ lửng hấp thụ nhiệt nhiều hơn từ bức xạ mặt trời so với các phân tử nước. Nhiệt này sau đó được chuyển sang nước xung quanh bằng dẫn. Nước nóng không thể chứa nhiều oxy hoà tan như nước lạnh hơn, do đó mức độ DO sẽ giảm xuống . Ngoài ra, nhiệt độ bề mặt tăng lên có thể gây ra sự phân tầng, hoặc phân lớp của một phần nước.. Khi nước phân tầng, tầng trên và dưới Không pha trộn. Vì sự phân hủy và hô hấp thường xảy ra ở các lớp thấp hơn, chúng có thể trở nên quá thấp (mức oxy hòa tan thấp) để sinh vật tồn tại.,

### Sản xuất quang hợp
Sự đục thủy tinh thể
Chất rắn lơ lửng, đặc biệt là tảo, có thể ngăn ánh sáng mặt trời không tiếp cận được cây ngập nước. Điều này có thể làm cho lượng oxy hòa tan giảm, vì thực vật trông cậy vào hô hấp (tiêu thụ oxy) thay vì quang hợp.
Sự ứ đọng cũng có thể ức chế quang hợp bằng cách ngăn ánh sáng mặt trời. Sự suy giảm hoặc giảm sự quang hợp có nghĩa là giảm sự sống còn của cây trồng và giảm lượng oxy hòa tan . Mức độ đục càng cao thì lượng ánh sáng sẽ giảm xuống dưới mức nước. Điều này làm giảm năng suất thực vật ở đáy đại dương, hồ hoặc sông . Nếu không có ánh sáng mặt trời cần thiết, rong biển và cỏ bay dưới bề mặt nước sẽ không thể tiếp tục quang hợp và có thể chết.
Thảm thực vật dưới nước có hai ảnh hưởng chính. Thứ nhất, khi các quá trình quang hợp giảm, oxy hòa tan ít hơn được tạo ra, do đó làm giảm thêm mức ozon trong cơ thể của nước . Sự phân hủy tiếp theo của chất hữu cơ có thể làm giảm mức oxy hòa tan thậm chí thấp hơn. Thứ hai, rong biển và thực vật dưới nước là nguồn thực phẩm cần thiết cho nhiều sinh vật dưới nước. Khi chúng chết đi, lượng thực vật có sẵn cho đời sống thủy sinh khác để nuôi ăn giảm. Điều này có thể khiến dân số suy giảm chuỗi lương thực .

### Xói mòn
Sự gia tăng độ đục cũng có thể cho biết sự gia tăng xói mòn bờ sông, có thể có ảnh hưởng lâu dài trên một phần nước.. Sự xói mòn làm giảm chất lượng môi trường sống của cá và các sinh vật khác. Xét về độ trong của nước, sự thâm nhập của ánh sáng giảm do trầm tích lơ lửng có thể che khuất tầm nhìn của sinh vật thủy sinh, giảm khả năng tìm thức ăn . Các hạt lơ lửng này cũng có thể làm tắc nghẽn cá và ảnh hưởng đến tốc độ sinh trưởng .
Sự xói mòn có thể góp phần vào các hồ và suối nông hơn, vì một số hạt bị lơ lửng lắng xuống. Các chất rắn có thể lắng xuống này có thể ngộp thở các sinh vật đáy và trứng cá . Ngoài ra, trầm tích có thể ướt át ấu trùng côn trùng và các nguồn thức ăn khác. Khi điều này xảy ra ở các con sông và các kênh, việc tăng tải trầm tích có thể làm giảm khả năng dẫn đường cho tàu thuyền . Trong trường hợp trầm tích quá mức, các chất rắn có thể lắng xuống từ xói mòn và tràn dầu thậm chí có thể ngăn cản sự vận chuyển hàng hóa hoàn toàn.

### Ô nhiễm
Nước thải có thể mang mầm bệnh và các chất gây ô nhiễm khác vào trong nước nếu nó không được xử lý đúng cách. Ảnh tín dụng: EPA
Các chất ô nhiễm như kim loại hòa tan và các mầm bệnh có thể gắn với các hạt lơ lửng và xâm nhập vào nước . Đó là lý do tại sao sự gia tăng độ đục thường có thể chỉ ra ô nhiễm tiềm ẩn chứ không chỉ là giảm chất lượng nước. Các chất ô nhiễm bao gồm vi khuẩn, động vật đơn bào, chất dinh dưỡng (như nitrat và phosphor), thuốc trừ sâu, thủy ngân, chì và các kim loại khác  Một số chất ô nhiễm này, đặc biệt là kim loại nặng, có thể gây hại và thường gây độc cho sinh vật dưới nước.. Việc bổ sung chất dinh dưỡng có thể khuyến khích Sự phát triển của nở hoa tảo gây hại.
Khi nồng độ chất rắn lơ lửng là do các chất hữu cơ, đặc biệt là nước thải và chất thải hữu cơ, sự hiện diện của vi khuẩn, động vật đơn bào và virut thường xảy ra. Các chất rắn lơ lửng hữu cơ này cũng có khả năng làm giảm mức oxy hoà tan khi chúng bị phân hủy .

### Quan ngại của con người
Các vi khuẩn và kim loại nặng này có thể ảnh hưởng không chỉ đến các sinh vật dưới nước, mà cả nước uống . Các chất rắn lơ lửng hữu cơ như phân huỷ chất thải hoặc nước thải thường tự nhiên bao gồm các vi sinh vật như protozoa, vi khuẩn và vi rút . Các mầm bệnh gây ra Các bệnh do nước như cryptosporidiosis, cholera và giardiasis . Nước táo, dù là do chất hữu cơ hoặc vô cơ, không thể khử trùng một cách dễ dàng, vì các hạt lơ lửng sẽ "giấu" các vi sinh vật này.
Trong hồ hoặc sông, độ đục cũng có thể làm giảm tầm nhìn của các cấu trúc dưới nước như gỗ tròn hoặc đá tảng lớn, ảnh hưởng tiêu cực đến việc sử dụng giải trí của cơ thể nước . Trong các quy trình công nghiệp, độ đục có thể góp phần làm tắc nghẽn các xe tăng và ống dẫn . Các hạt cũng có thể quét các máy, Có khả năng làm hỏng chúng.

## Phương tiện lọc
Hai loại vật liệu lọc chính được sử dụng trong bất kỳ bộ lọc hoá học nào - bề mặt lọc, một chất rắn lau bẫy các hạt rắn, có hoặc không có sự trợ giúp của giấy lọc (ví dụ ống Büchner, bộ lọc đai, bộ lọc trống chân không, dòng chảy chéo Các bộ lọc, bộ lọc màn hình), và một bộ lọc độ sâu, một lớp vật liệu dạng hạt giữ lại các hạt rắn khi nó đi qua (ví dụ như bộ lọc cát). Loại thứ nhất cho phép các hạt rắn, tức là dư lượng, được thu gom nguyên vẹn; Loại thứ hai không cho phép điều này. Tuy nhiên, loại thứ hai ít bị tắc do diện tích bề mặt lớn hơn mà các hạt này có thể bị mắc kẹt. Ngoài ra, khi các hạt rắn rất tốt, thường rẻ hơn và dễ dàng loại bỏ các hạt bị ô nhiễm hơn là để làm sạch các sàng rắn.
Phương tiện lọc có thể được làm sạch bằng cách rửa bằng dung môi hoặc chất tẩy rửa. Ngoài ra, trong các ứng dụng kỹ thuật, chẳng hạn như nhà máy xử lý nước bể bơi, chúng có thể đượn hình tự rửa tay sử dụng rửa ngược điểm để làm sạch màn hình mà không làm gián đoạn dòng chảy của hệ thống.

### Đạt được dòng chảy qua bộ lọc
biệt trong dòng chảy của áp lực từ phía áp Chất lỏng chảy qua một bộ lọc do sự khác suất cao đến phía áp suất thấp của bộ lọc, để lại một số vật liệu phía sau. Phương pháp đơn giản nhất để đạt được điều này là do trọng lực và có thể được nhìn thấy trong ví dụ về máy pha cà phê. Trong phòng thí nghiệm, áp lực ở dạng khí nén ở phía nguồn cấp dữ liệu (hoặc chân không ở phía lọc) có thể được áp dụng để làm cho quá trình lọc nhanh hơn, mặc dù điều này có thể dẫn đến tắc nghẽn hoặc đi qua các hạt mịn. Ngoài ra, chất lỏng có thể chảy qua bộ lọc bằng lực ép của máy bơm, một phương pháp thường được sử dụng trong công nghiệp khi thời gian lọc giảm là rất quan trọng. Trong trường hợp này, bộ lọc không cần phải được lắp theo chiều dọc.

### Bộ lọc trợ giúp
Một số dụng cụ lọc có thể được sử dụng để hỗ trợ lọc. Đây thường là đất diatomit không nén, hoặc đất chua, chủ yếu là silic. Cũng được sử dụng là cellulose gỗ và các chất rắn có chứa chất trơ khác như perlite rẻ hơn và an toàn hơn.
Những dụng cụ lọc này có thể được sử dụng theo hai cách khác nhau. Chúng có thể được sử dụng như là lớp phủ trước khi lọc được lọc. Điều này sẽ ngăn chặn chất rắn gelatinous loại từ trung tâm bộ lọc và cũng đưa ra một bộ lọc rõ ràng hơn. Chúng cũng có thể được thêm vào bùn trước khi lọc. Điều này làm tăng độ xốp của bánh và làm giảm độ bền của bánh trong suốt quá trình lọc. Trong một bộ lọc quay, bộ lọc có thể được sử dụng như một lớp phủ trước; Sau đó, lát mỏng của lớp này được cắt lát với bánh.
Việc sử dụng thiết bị trợ giúp lọc thường được giới hạn trong các trường hợp khi bánh bị loại bỏ hoặc nơi mà chất kết tủa có thể được tách ra khỏi bộ lọc.